# Bullying en la enseñanza
Este artículo trata sobre el acoso escolar a profesores. Para el acoso a profesores en la enseñanza superior, véase Acoso laboral en el mundo académico.

Los profesores suelen ser los instigadores del acoso en el entorno escolar, y a menudo ellos mismos son objeto de acoso.

## Incidencia
Aunque se reconoce que el acoso a profesores es grave y perjudicial, no hay estadísticas sobre profesores que acosen a otros ni sobre profesores acosados. Sin embargo, según un artículo, un alto porcentaje de profesores admite que acosa a sus alumnos.
Una investigación exhaustiva realizada en el Reino Unido encontró que la enseñanza era una de las ocupaciones con mayor riesgo de acoso: 
- El 15,5% de los docentes afirmaron que estaban siendo acosados actualmente.
- El 35,4% afirmó haber sido acosado en los últimos cinco años.

En otra encuesta, el Instituto de Investigaciones Económicas y Sociales encontró que el acoso es más frecuente en las escuelas (13,8%) que en otros lugares de trabajo (7,9%). 
Los alumnos con dificultades de aprendizaje pueden estar especialmente expuestos al acoso de los profesores. 

## Dinámica compleja
La denuncia del acoso por parte de los profesores plantea problemas complejos, no sólo para los niños, sino también para los padres. Debido a su posición de poder sobre el niño, poder que les permite influir en su presente y su futuro, los niños y los padres son reacios a denunciar.Hay señales específicas a las que los padres deben estar atentos, ya que es poco probable que su hijo revele que el profesor es en realidad el acosador 
Además, un profesor que acosa puede presentarse como una figura de Jekyll y Hyde: a menudo son celebrados y populares, por lo que sus abusos pueden prolongarse durante largos periodos de tiempo sin ser detectados.Faltan investigaciones sobre los profesores en las aulas y no está claro hasta qué punto estas actividades pasan desapercibidas o son recompensadas por los profesores en el aula. En el caso de los entrenadores que enseñan un deporte, se observa que a menudo se recompensa a los adultos por conductas de acoso que nunca se tolerarían o aprobarían si las realizara un niño. 
Parsons identifica el acoso docente como parte de una cultura de acoso más amplia dentro de una escuela, con una compleja red de dinámicas como: 
- Los profesores pueden ser acosados por: otros profesores, alumnos,[12] personal de oficina, directores,[13] rectores o padres.
- Los profesores pueden acosar a: otros profesores, alumnos[14] o padres.
- Los profesores acosadores pueden ser acosados a su vez por otros profesores.

## Acoso en la sala de profesores
Una manifestación común de acoso docente es el acoso en la sala de profesores, donde los docentes son intimidados por otros docentes o administradores escolares.      

## Manifestaciones
Al investigar el acoso entre profesores, es importante diferenciar entre un profesor o entrenador que es exigente y otro que es degradante. Así, por ejemplo, "gritar" puede ser muy productivo y motivador, pero si implica menosprecio y va acompañado de ataques personales e insultos, se convierte en abusivo.La intimidación por parte de los profesores puede adoptar muchas formas con el fin de acosar e intimidar, entre ellas: 
- Insultar o gritar, especialmente cerca del niño.
- Utilizar insultos homófobos, sexistas[22] o racistas, o ataques personales directos, o comentarios sobre la discapacidad o la diferencia del niño.
- Humillar
- Insultar
- Ignorar o rehuir
- Lanzar objetos
- Enfurecerse
- Expresar disgusto hacia el niño mediante gestos o expresiones faciales
- Murmurar obscenidades para que sólo las oiga el niño o los niños a los que se dirige

El acoso a los docentes puede adoptar muchas formas con el fin de acosar e intimidar, entre ellas: 
- Enfrentamiento cara a cara
- Un memorándum
- Acoso cibernético (incluido el uso de mensajes de texto o sitios de redes sociales)

Los acosadores a menudo explotan posiciones de antigüedad sobre los colegas a quienes intimidan:
- Criticando su trabajo
- Planteando exigencias poco razonables sobre la carga de trabajo
- Sarcasmo y bromas dirigidas a la víctima
- Socavando su posición anulando sus decisiones y puntos de vista.

En algunos casos, los profesores son ignorados y aislados por sus colegas en la sala de profesores o rechazados para ascensos o cursos de formación. Otras veces, los profesores son condenados al ostracismo cuando informan a los administradores sobre los informes de los estudiantes en los que se denuncia el acoso cometido por sus colegas.

## Impactos
El desequilibrio de poder entre profesor y alumno es mayor que entre compañeros y puede intensificar el impacto. Los posibles impactos en un niño del acoso por parte de profesores incluyen:
- Victimización y culpabilización de la víctima [11]
- Acusaciones falsas y faltas disciplinarias inventadas[25]
- Síntomas de estrés como ansiedad, dolores de cabeza, náuseas, palpitaciones e hipertensión [4]
- Síntomas del trastorno de estrés postraumático (TEPT), como un sistema inmunológico comprometido, problemas para dormir, culpa excesiva, irritabilidad, hipervigilancia (que se siente como paranoia, pero no lo es), ansiedad constante, depresión reactiva y pensamientos suicidas [15]
- Pérdida de autoestima [15]

## Incidentes notables
En abril de 2012, Stuart Chaifetz, padre de un niño autista, publicó un vídeo en YouTubeen el que aportaba pruebas de que su hijo había sido presuntamente objeto de maltrato emocional por parte de su profesor y su ayudante en la escuela primaria Horace Mann, del distrito de las escuelas públicas de Cherry Hill.Las pruebas se obtuvieron cuando Chaifetz conectó un micrófono a su hijo antes de enviarlo a la escuela. Cuando escuchó la grabación, según se informó, "Chaifetz dice que pilló a los profesores de su hijo cotilleando, hablando de alcohol y gritando violentamente a los alumnos". Llevó el audio al distrito escolar de Cherry Hill, donde las autoridades despidieron a uno de los profesores implicados tras escuchar la cinta. El hijo de Chaifetz fue trasladado a una nueva escuela, donde Chaifetz dice que le va bien". Sin embargo, parece que los alumnos con problemas de aprendizaje pueden estar especialmente expuestos al acoso de los profesores.
En junio de 2014, Gran Bretaña propuso la "Ley Cenicienta" que incluiría el abuso emocional en el Código Penal. 

## En la cultura popular
La imagen de los profesores como acosadores se ha convertido en cultura popular, junto con obras en las que los profesores son acosados por otros profesores, alumnos e incluso por el director.

### Películas
- Kids in America, un grupo de estudiantes, con la ayuda de algunos profesores, intenta impedir que la matona de su directora se convierta en superintendente, dándose cuenta del daño que puede causar.
- El profesor chiflado, el matón escolar intimida al profesor.
- Matilda, basada en la novela del mismo nombre, una estudiante con psicoquinesis ayuda a sus compañeros y a un profesor a detener el reinado de terror de una cruel directora en la escuela.
- El director Vernon de El Club de los Cinco es visto a menudo como un matón para los alumnos que cumplen castigos.
- Sr. Woodcock, la película se centra en un hombre que está indignado porque su antiguo profesor de gimnasia, que lo intimidaba a él y a sus compañeros de clase, está a punto de convertirse en su padrastro.
- Una princesita, el personaje principal es el objetivo de un director corrupto en un internado.
- Los 400 golpes, Antoine Doinel es atormentado por su insensible maestro Guy Decomble.
- Whiplash, [31] Andrew Neiman es intimidado por su abusivo maestro Terence Fletcher. [32]

### Libros
- La serie de Harry Potter presenta profesores acosadores, principalmente Severus Snape y Dolores Umbridge.
- Los cómics femeninos británicos a menudo presentaban a maestras y directoras matonas en series y tiras regulares. Ejemplos de ello son Wee Sue, The Girls of Liberty Lodge y The Four Friends at Spartan School (Tammy), y Hard Times for Helen (Judy). Patsy on the Warpath (June) invierte la tendencia y muestra a una profesora acosada por los matones de su clase.

### TV
- iCarly: ha habido episodios, como "IHave My Principals", en los que la Sra. Francine Briggs y el Sr. Howard acosan claramente a los alumnos, incluidos los protagonistas, una de los cuales, Sam, es una acosadora ella misma. El Sr. Devlin y Lauren Ackerman también intimidan a los alumnos
- Guía de supervivencia escolar desclasificada de Ned, el Sr. Sweeney, un profesor de ciencias, parece ser malvado hasta la tercera temporada, donde parece reformarse hasta el punto de salvar a sus alumnos del subdirector Harvey Crubbs, quien también intimida a los estudiantes, principalmente a los personajes principales.
- Glee, el entrenador Bieste es intimidado por el personal, incluidos Sue Sylvester y los estudiantes.
- En casa y fuera, Casey Braxton es intimidado por el Sr. Dave Townsend en Summer Bay High.
- En el episodio de Los Simpson, Black Eyed, Please, Lisa es intimidada por una profesora sustituta celosa, la señorita Cantwell.
  - Más adelante en el episodio Blazed and Confused, Bart es intimidado por su cruel y sádico nuevo maestro, el Sr. Jack Lassen, quien le afeita el cabello al niño en clase.
- Grange Hill (cuarta temporada, episodio cuatro) Christopher Stewart es intimidado por el profesor de educación física, el Sr. Hicks, hasta el punto de sufrir lesiones físicas.

### Música
- " The Happiest Days of Our Lives " de Pink Floyd: canción sobre profesores abusivos que a su vez son abusados por sus esposas en casa.

## Otras lecturas
Libros
- Blase, J; JR Blase (2003). Breaking the Silence: Overcoming the Problem of Principal Mistreatment of Teachers. Corwin Press. ISBN 978-0-7619-7772-8.
- Hart, N.; J. Hurd (2000). Teacher stress: the consequences of harassment and bullying. Monitor. ISBN 978-1-871241-31-0.
- Horwitz, K. (2008). White Chalk Crime: The REAL Reason Schools Fail. Booksurge Llc. ISBN 978-1-4196-9407-3.
- Schnall, R.S. (2009). When Teachers Talk: Principal Abuse of Teachers / The Untold Story. Goldenring Publishing. ISBN 978-0-578-00563-8.

Documentos académicos
- Allen, K.P. (Spring 2010). «Classroom Management, Bullying, and Teacher Practices». The Professional Educator 34 (1).
- Barnes CA A study investigating the opinions and experiences OF selected teachers regarding teacher bullying - 2007
- Delfabbro, P.; Winefield T.; Trainor S.; Dollard M.; Anderson S.; Metzer J; Hammarstrom A. (2006). «Peer and teacher bullying/victimization of South Australian secondary school students: Prevalence and psychosocial profiles». British Journal of Educational Psychology 76 (1): 71-90. PMID 16573980. doi:10.1348/000709904X24645.
- Hepburn, A (Diciembre 2000). «Power lines: Derrida, discursive psychology and the management of accusations of teacher bullying». British Journal of Social Psychology 39 (4): 605-628. PMID 11190687. doi:10.1348/014466600164651.
- Monsvold T, Bendixen M, Hagen R Exposure to teacher bullying in schools: A study of patients with personality disorders - Nordic Journal of Psychiatry 2011 Feb 25
- Twemlow, SW; P Fonagy; FC Sacco; JR Brethour Jr. (May 2006). «Teachers who bully students: A hidden trauma». International Journal of Social Psychiatry 52 (3): 187-198. PMID 16875191. doi:10.1177/0020764006067234. Archivado desde el original el 16 de julio de 2011.